# Wohnungsunternehmen

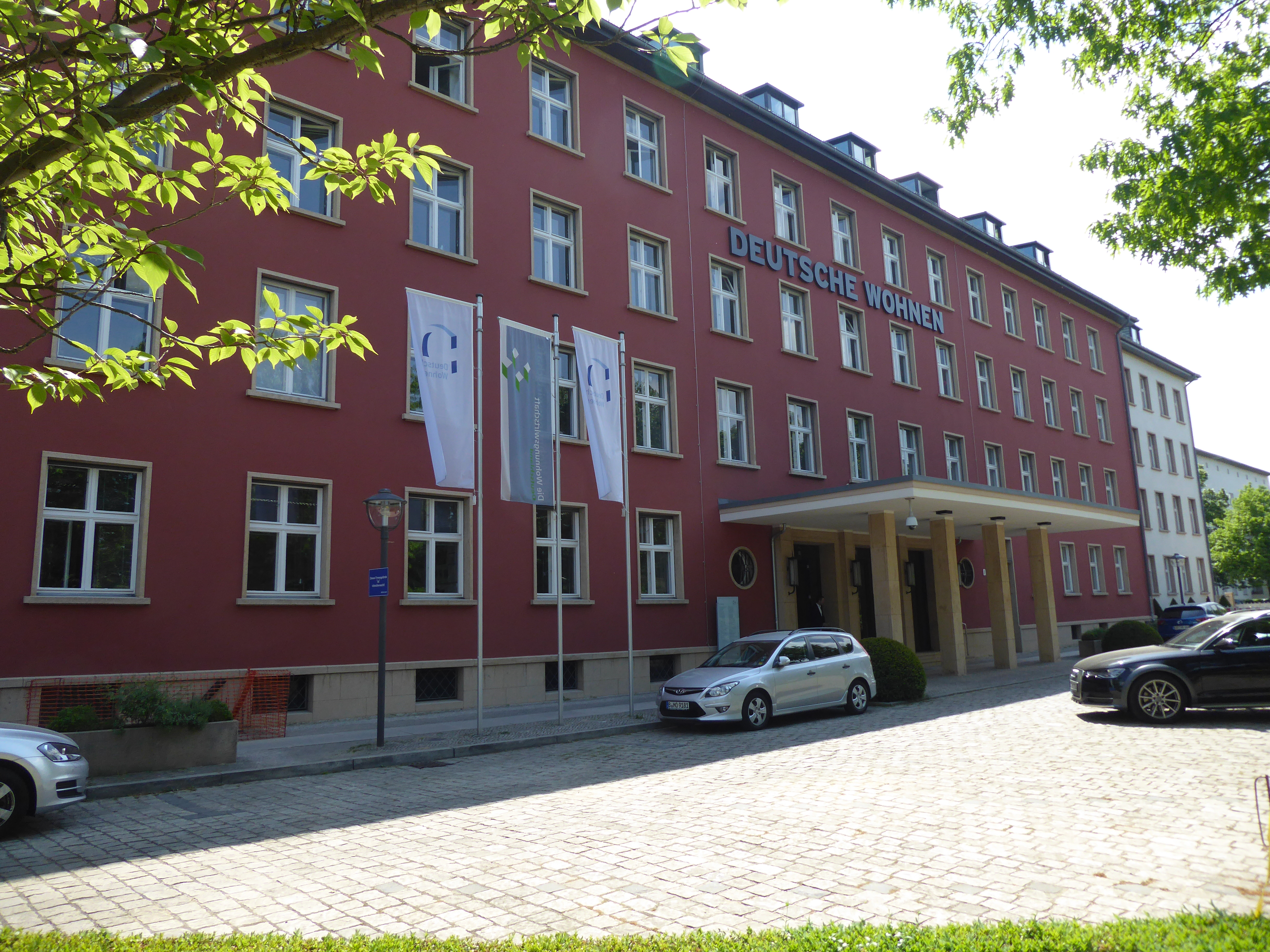
Firmensitz der Deutsche Wohnen SE in Berlin

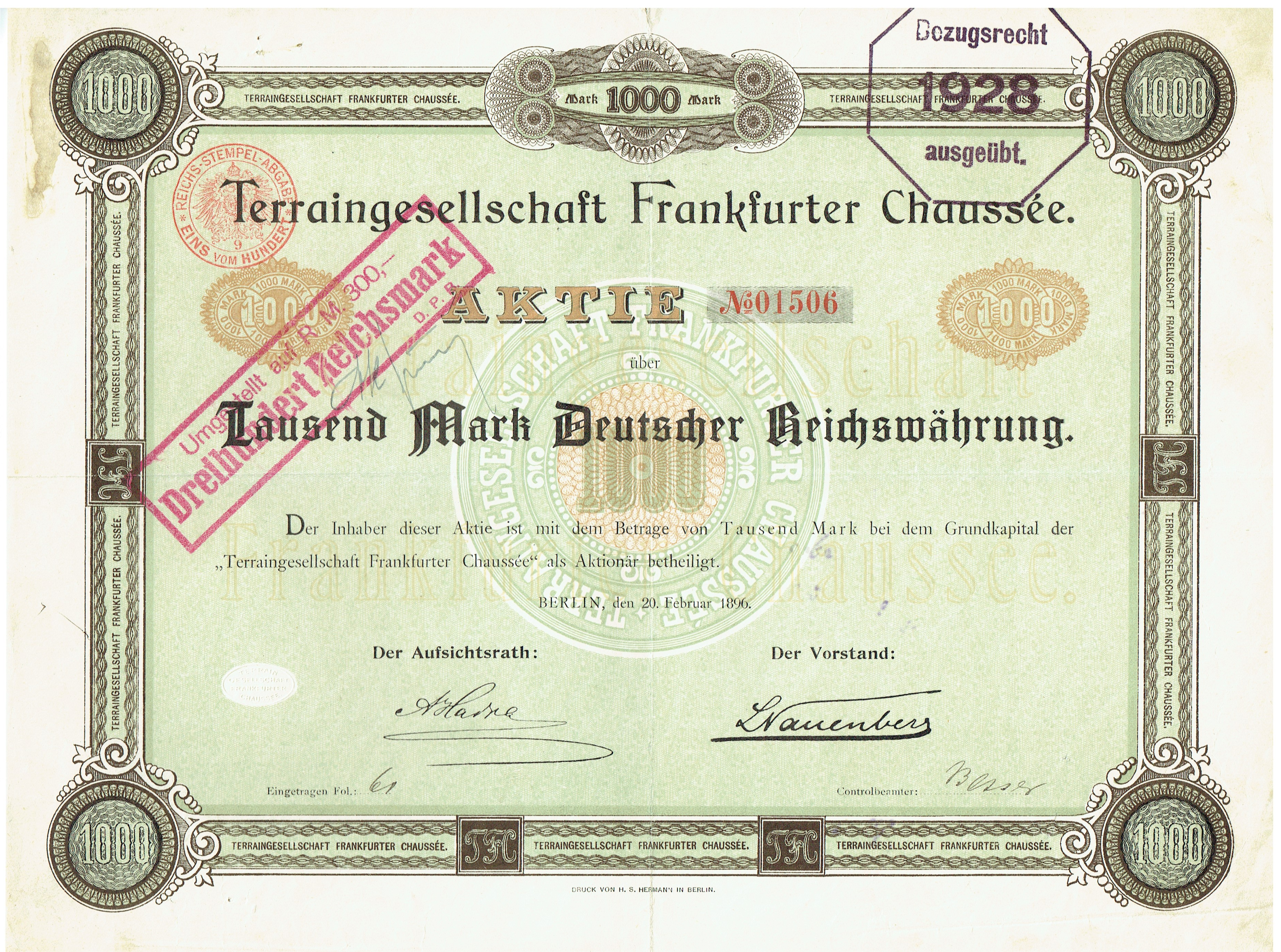
Gründeraktie der Terraingesellschaft Frankfurter Chaussee vom 20. Februar 1896; diese Gesellschaft erwarb ein Terrain von 200000 m² in Lichtenberg, bebaute es und verkaufte die darauf erstellten Gebäude wieder.

Wohnungsunternehmen (auch Wohnungs- oder Wohnungsbaugesellschaften) sind Unternehmen, die in der Branche Wohnungswirtschaft tätig sind. Ihre Aufgaben liegen im Bau, in der Bewirtschaftung, Verwaltung und Vermarktung von eigenen Wohnimmobilien.
Die ersten Wohnungsbaugesellschaften und -genossenschaften entstanden im 19. Jahrhundert und nannten sich ursprünglich Terraingesellschaften.

## Geschäftsfelder
Die primäre Geschäftstätigkeit von Wohnungsunternehmen ist die Verwaltung von Mietwohnungen gegen Mietzins. Weitere mögliche Geschäftsfelder sind die Vermietung von Gewerbeeinheiten, Gästewohnungen, Partyräumen, Garagen und Stellplätzen. Neben eigenen Mietwohnungen bieten Wohnungsunternehmen auch die Fremdverwaltung von Mietwohnungen anderer Eigentümer und von Eigentumswohnungen an.
Speziellere Geschäftsfelder sind die Verwaltung von Spezialimmobilien, z. B. Seniorenresidenzen, Betreutes Wohnen etc., das Bauträgergeschäft, die Baubetreuung und die Vermittlung und Verkauf von Wohnimmobilien.

## Aufgabengebiete
Die wesentlichen Aufgabengebiete von Wohnungsunternehmen sind zum einen Bestandsverwaltung und Hausbewirtschaftung inklusive Instandhaltung und Modernisierung, zum anderen Marketing und Vermietung. Die Unternehmen sind dabei zu einem ordentlichen Finanz- und Rechnungswesen gehalten. Wie bei jedem Unternehmen fallen Aufgaben aus der allgemeinen Verwaltung, wie Personalwesen, Informationstechnik und Controlling an.

## Arten von Wohnungsunternehmen
Wohnungsunternehmen können nach Rechtsform und institutionellem Hintergrund folgenden Sparten zugeordnet werden:
- Wohnungsbaugenossenschaften
- Kommunale Wohnungsgesellschaften, z. B.: Gemeinnützige Deutsche Wohnungsbaugesellschaft
- Industrie- und werksverbundene Wohnungsunternehmen
- Kirchliche Wohnungsunternehmen
- Wohnungsunternehmen des Bundes und der Länder
- Heimstätten und Landesentwicklungsgesellschaften
- Private Wohnungsunternehmen

Da Wohnen zu den Grundbedürfnissen des Menschen zählt, wird der Wohnungsmarkt in besonderem Maße von gesetzlichen Regelungen bestimmt, um die Rechte von Mietern zu schützen. Insbesondere wird durch Regelungen zum Mietrecht sichergestellt, dass jeder Bürger bezahlbaren Wohnraum finden kann. Diese Politik führte zur Herausbildung des sozialen Wohnungsbaus in der Wohnungswirtschaft. Wohnungsunternehmen in kommunaler, kirchlicher und anderer Trägerschaft verfolgen vorrangig das Ziel der Wohnraumversorgung der Bevölkerung. Im Gegensatz dazu stehen die privaten Wohnungsunternehmen.